# Plateau Sanetti
Le plateau Sanetti est un grand plateau éthiopien, dans la région d'Oromia, d'une altitude de 4 000 mètres ; c'est une composante du massif du Balé et il est en majeure partie situé dans le parc national des monts Balé.
Le massif du Balé compte quatre écorégions différentes : les plaines du nord ; la brousse et les forêts claires ; la forêt d'Harenna (une des rares forêts préservées d'Éthiopie) et les landes d'altitude éthiopiennes, qui concernent le plateau Sanetti.
L'endroit est renommé pour ses mammifères, ses amphibiens et ses oiseaux dont beaucoup d'espèces sont endémiques. Le plateau Sanetti était un refuge pour le lycaon, une espèce en danger, mais sa présence est remise en cause du fait de la surpopulation et de la pression anthropique. La partie centrale du plateau est le foyer de la plus grande population du rare et menacé loup d'Abyssinie.

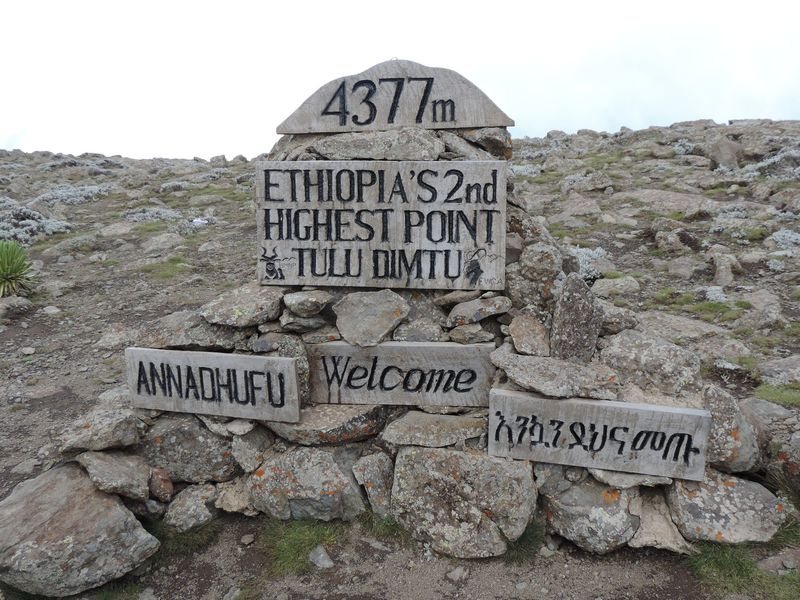
Le mont Tullu Dimtu, point culminant du plateau.

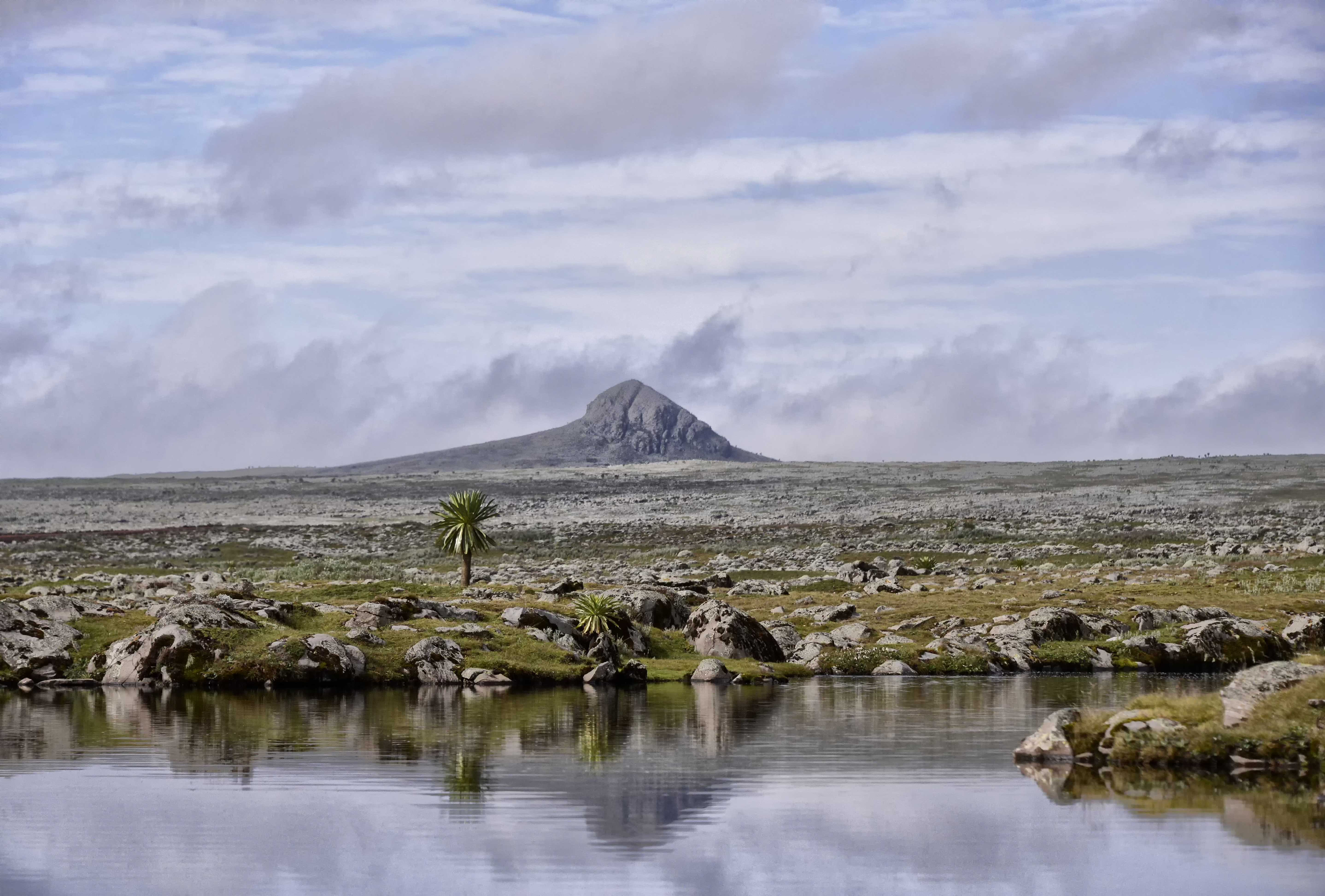
Vue du plateau (étage afro-alpin).

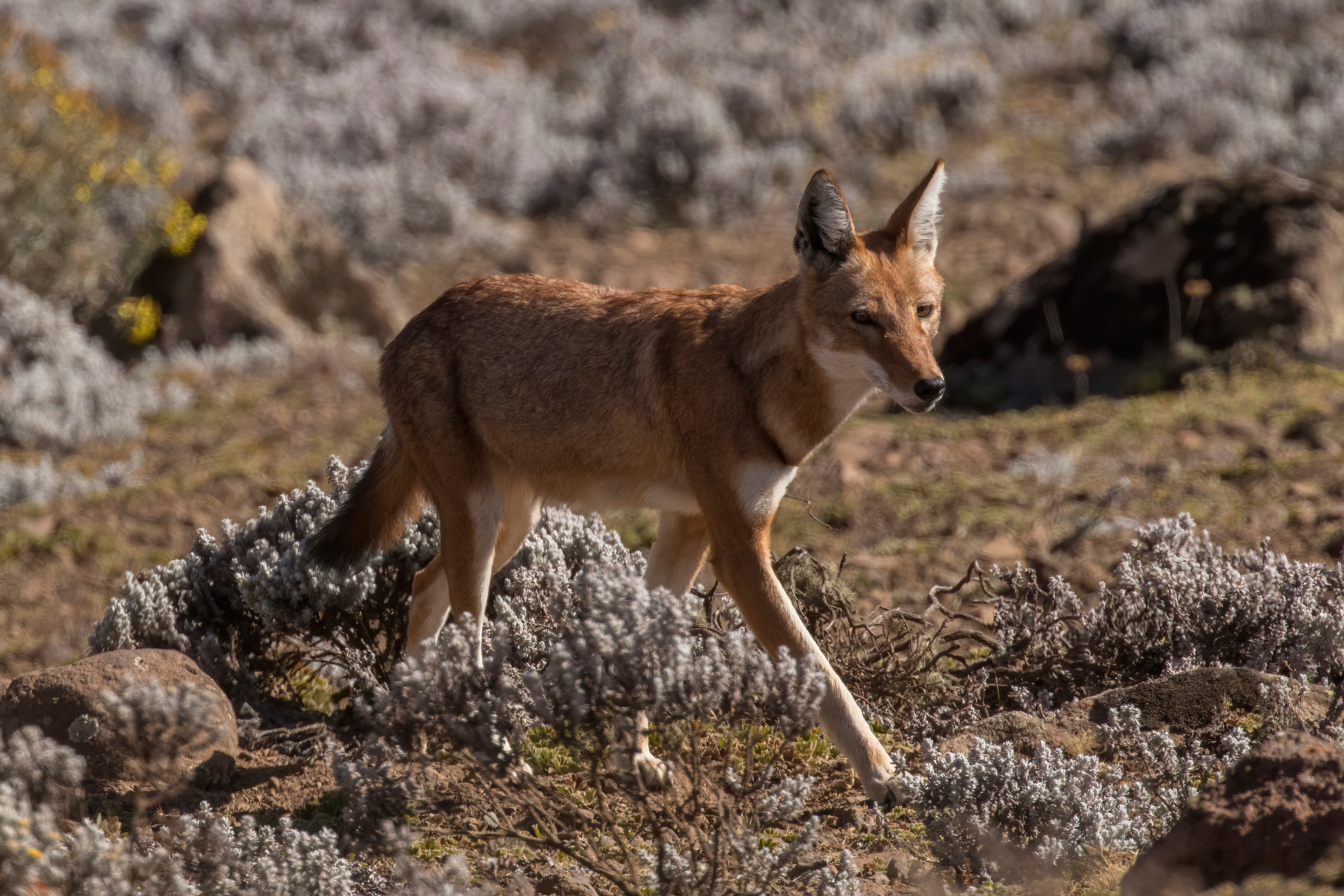
Loup d'Abyssinie et Helichrysum citrispinum, deux espèces endémiques.